# Chelonus kryzhanovskii
Chelonus kryzhanovskii är en stekelart som beskrevs av Vladimir Ivanovich Tobias 1966. Chelonus kryzhanovskii ingår i släktet Chelonus och familjen bracksteklar. Inga underarter finns listade i Catalogue of Life.